# Kary Cadmus Emerson
Kary Cadmus Emerson (* 13. März 1918 in Sasakwa, Oklahoma, Vereinigte Staaten; † 23. Juni 1993 in Sanibel, Florida) war ein Stabsoffizier der U.S. Army, Veteran des Pazifikkriegs, Entomologe, Parasitologe und Hochschullehrer.

## Leben
Emerson besuchte in Oklahoma öffentliche Schulen und nahm anschließend an der Oklahoma State University ein Studium der Zoologie auf. 1939 erwarb er den Bachelor-Abschluss und 1940 das Masterdiplom. Anschließend trat er in die U.S. Army ein, um eine Offizierslaufbahn bei der Infanterie einzuschlagen.
Beim Kriegseintritt der Vereinigten Staaten war Emerson auf den Philippinen stationiert. Im April 1942 geriet er durch die Kapitulation der philippinischen und US-amerikanischen Streitkräfte auf der Insel Bataan in japanische Kriegsgefangenschaft. Auf den Todesmarsch von Bataan folgten für Emerson eine mehrjährige Gefangenschaft in Kriegsgefangenenlagern auf den Philippinen, Formosa und in Japan. Nach Kriegsende setzte Emerson seine militärische Laufbahn fort und bekleidete in den 1950er Jahren verschiedene Positionen in der 2nd Armored Division der United States Army in Fort Hood und in Deutschland. Ab 1959 diente er in Washington, D.C. und vertrat die Streitkräfte in verschiedenen politischen Gremien. Emerson erhielt zahlreiche militärische Auszeichnungen der Vereinigten Staaten, der Philippinen und Südkoreas und wurde Ende Oktober 1966 als Colonel aus der U.S. Army entlassen. Anschließend war er leitender Beamter im Verteidigungsministerium der Vereinigten Staaten.
Als Biologe befasste sich Emerson seit seinem Studium mit der medizinischen Entomologie. Er konzentrierte sich bald auf die Ökologie, Taxonomie und Verbreitung der Ektoparasiten. Nach seiner Rückkehr aus der Kriegsgefangenschaft erlangte Emerson 1949 seinen Ph.D. in Biologie an der Oklahoma State University und betrieb seine wissenschaftliche Laufbahn neben seinem militärischen Dienst. Er befasste sich intensiv mit den Kieferläusen, deren Taxonomie sich seinerzeit in einem chaotischen Zustand befand. Emerson unterstützte zunächst seine Kollegen Theresa Clay und George Henry Evans Hopkins bei der Arbeit an ihrer 1952 veröffentlichten Checkliste der Gattungen und Arten der Kieferläuse. 20 Jahre später veröffentlichte er selbst eine Checkliste der nordamerikanischen Kieferläuse in vier Bänden. In fast 45 Jahren Tätigkeit als Forscher verfasste Emerson mehr als 180 wissenschaftliche Veröffentlichungen, darunter die Erstbeschreibungen von einer Familie, 11 Gattungen und Untergattungen und mehr als 200 Arten und Unterarten der Tierläuse.
Emerson war als Hochschullehrer an der Oklahoma State University, dem Command and General Staff College und der Far East Branch des Overseas Program der University of Maryland tätig. Darüber hinaus betreute er Studenten und Doktoranden zahlreicher weiterer Universitäten bei ihren entomologischen Forschungen.
Emerson war Mitglied zahlreicher wissenschaftlicher Gesellschaften, darunter die Entomological Society of America, die Entomological Society of Washington, die American Association for the Advancement of Science, die American Society of Tropical Medicine and Hygiene, die Washington Academy of Science, die Biological Society of Washington, Sigma Xi, der Explorers Club und der Cosmos Club.
Emerson starb im Juni 1993 nach längerer Krankheit. Er hinterließ seine Ehefrau, mit der er seit 1939 verheiratet war und drei Söhne. Emerson hatte seine wissenschaftliche Bibliothek und seine entomologische Sammlung, einschließlich zahlreicher Typen, bereits 1970 der Oklahoma State University gestiftet. Dort bilden sie einen Teil der entomologischen Sammlung der Universität, die zu seinen Ehren als das K.C. Emerson Entomology Museum benannt wurde.

## Dedikationsnamen
Nach K. C. Emerson wurden mehr als 25 Taxa benannte, überwiegend Arten und Unterarten der Kieferläuse. Dazu gehören die 1965 von João Tendeiro beschriebene Gattung Emersoniella und die 1988 von Robert E. Elbel beschriebene Gattung Buceroemersonia.

## Veröffentlichungen (Auswahl)
- K. C. Emerson: Mallophaga of the mammals of Panama. In: Rupert L. Wenzel und Vernon J. Tipton (Hrsg.): Ectoparasites of Panama. Field Museum of Natural History, Chicago 1966, S. 267–272, Digitalisat.
- A. Binion Amerson und K. C. Emerson: Records of mallophaga from Pacific birds. Smithsonian Institution, Washington, D.C. 1971, doi:10.5479/si.00775630.146.1.
- K. C. Emerson: Checklist of the Mallophaga of North America (North of Mexico). 4 Bände. Desert Test Center, Dugway, Utah 1972, Band 1, online als PDF (5,8 MB), Band 2, online als PDF (6,5 MB), Band 3, online als PDF (719 kB), Band 4, online als PDF (5,5 MB).
- K. C. Emerson und Roger D. Price: Abrocomophagidae (Mallophaga: Amblycera), a new family from Chile. In: Florida Entomologist 1976, Band 59, S. 425–428, online als PDF, 182 kB.
- K. C. Emerson und Roger D. Price: A host-parasite list of the Mallophaga on mammals. Miscellaneous Publications of the Entomological Society of America Band 12, Nr. 1. Entomological Society of America, College Park 1981, online als PDF, 3,2 MB.

### Im Selbstverlag
- K. C. Emerson: Guest of the Emperor. Fourth printing, Selbstverlag, Sanibel, Florida 1987, online als PDF, 1,1 MB (Bericht über Emersons Erlebnisse während der Kriegsgefangenschaft).
- K. C. Emerson: Lice in my Life. Selbstverlag, Arlington, Virginia 1979, online PDF, 167 kB (Autobiografische Schilderung seiner militärischen und wissenschaftlichen Laufbahn). Also contains important details about his personal collection (donated to Oklahoma State University) and the USNM collections of Anoplura, Mallophaga and fleas, as of 1979.